# Magyar Kereskedők Könyvtára
A Magyar Kereskedők Könyvtára egy 20. század eleji közgazdasági könyvsorozat. Az egyes kötetek Schack Béla szerkesztésében a Lampel Róbert Rt. kiadásában jelentek meg Budapesten 1902 és 1906 között.

## I. évfolyam
- 1. füzet. Havas Miksa. Az osztrák-magyar bank és pénzpiac. (73 l.) 1902
- 2. füzet. Daróczi Lajos. A kereskedelem története, különös tekintettel Magyarországra. Az aradi első takarékpénztár száz darab arany pályadíját nyert mű. I. rész. Az ó-kortól a 18. század végeig. (79 l.) 1902
- 3. füzet. Matavovszky Béla. A gyapot. (72 l.) 1902
- 4–5. füzet. Névy László. Kereskedelmi nyelvünk magyartalanságai. (160 l.) 1902
- 6. füzet. Kreutzer Lipót. Svájc. Gazdasági és társadalmi képek. (72 l.) 1902
- 7. füzet. Berényi Pál, dr. A tőzsde. I. rész. A tőzsdék története és szervezete. (69 l.) 1902
- 8–9. füzet. Schack Béla, dr. Kereskedelmi iskoláink multja és jelene. (159 l.) 1903
- 10. füzet. Daróczi Lajos. A kereskedelem története Magyarországra való különös tekintettel. Az aradi első takarékpénztár száz arany pályadíját nyert mű. II. rész. A 19. század kereskedelme. Átdolgozta és sajtó alá rendezte Harmat M. (79 l.) 1903

## II. évfolyam
- 1. füzet. Schlamadinger Jenő, dr. Váltó-ismertető. A váltótörvény gyakorlati alkalmazása kereskedők számára. (92 l.) 1903
- 2. füzet. Koltai Virgil, dr. Szécsenyi István gróf közgazdasági eszméi. (92 l.) 1903
- 3. füzet. Balassa József. Az új magyar és német helyesírás szabályai, különös tekintettel a kereskedelmi nyelvre. Magyar és német szójegyzékkel. (108 l.) 1903. 2. kiadás. (8-r. 106 l.) 1906
- 4–5. füzet. Novákovits Izidor. A gyári könyvvitel elmélete és gyakorlata. (150 l.) 1903
- 6. füzet. Kemény Ignác. A szövetkezetek hazánkban. (76 l.) 1903
- 7. füzet. Havas Miksa. Kamatszámítás és a váltókészlet diszkontja, rövidített eljárással. (84 l.) 1903
- 8. füzet. Szmollény Nándor. Klauzál Gábor, az első magyar kereskedelemügyi miniszter és közgazdasági reform-küzdelmeink. (78 l.) 1903
- 9–10. füzet. Pláner Miksa, dr. A börzeügyletek. (164 l.) 1904

## III. évfolyam
- 1. füzet. Péter János. Magyarország földleírása kereskedők számára. I. rész. (96 l.) 1904
- 2–3. füzet. Erdély Sándor, dr. A devizaügyletek. (176 l.) 1904
- 4. füzet. Stirling Nándor, dr. Gazdasági válságok. (94 l.) 1904
- 5. füzet. Vadas József, dr. A magyar magánjog ismertetése. Kereskedők számára. (92 l.) 1904
- 6. füzet. Péter János. Magyarország földleírása kereskedők számára. II. rész. (96 l.) 1904
- 7–8. füzet. Deutschländer Ármin. A nemzetközi gabonakereskedés. (180 l.) 1905
- 9. füzet. Lőw Tibor, dr. A csődeljárás.. (72 l.) 1905
- 10. füzet. Bender Béla, dr. A biztosítás a kereskedelem szolgálatában. (75 l.) 1905

## IV. évfolyam
- 1–2. füzet. Makai Ernő, dr. Az államadósságok törlesztése. (154 l.) 1905
- 3–5. füzet. Czakó Emil és dr. Gara Zoltán. Kis kereskedelmi lexikon. (207 l.) 1906
- 6. füzet. Kerekes György. Magyar nemzeti kereskedelem. (61 l.) 1906
- 7. füzet. Nagy Lajos, dr. Gyakorlati váltópéldák. (91 l.) 1906
- 8. füzet. Pajor Árpád. Az árukinálat eszközei. (72 l.) 1906
- 9–10. füzet. Pataki Simon. A lipcsei vásár. (117 l.) 1906